# Jang Dzsinmo
Jang Dzsinmo (hangul: 양진모, RR: Yang Jin-mo) dél-koreai vágó, akit 2020-ban az Élősködők című filmen végzett munkájáért Oscar-díjra jelöltek. Ugyanezen munkájáért az American Cinema Editors Awards legjobb drámai játékfilm vágásáért járó díját is elnyerte.

## Élete és pályafutása
Amerikában tanult, a Bard College-ban diplomázott New Yorkban. Álma az volt, hogy egyszer a Disneynél dolgozhasson. Számos koreai filmen dolgozott vágóasszisztensként, majd olyan filmek vágója lett, mint Pong Dzsunho (Bong Junho) Okja című alkotása (2017), a The Tooth and the Nail (2017), a 2016-os nagy sikerű Vonat Busanba – Zombi expressz, a 2016-os Luck Key és Árnyak ideje vagy a 2015-ös The Beauty Inside. Jang (Yang) folyékonyan beszél angolul.